# 终于找到你
《终于找到你》（英語：You're My Destiny）是2021年马来西亚都市情感华语电视剧，由陈慧恬、谢承伟、林绿、蔡子、张熙恩、白雪沂领衔主演，并于2021年8月18日至9月15日在八度空间与Youtube同步播出。

## 播出时间

### 首播
| 频道     | 所在地   | 播放日期                    | 播出時间                 | 备注             |
| -------- | -------- | --------------------------- | ------------------------ | ---------------- |
| 八度空间 | 马来西亚 | 2021年8月18日-2021年9月15日 | 星期三至五 10:00-11:00pm | 《本地最霸》时段 |
| Youtube  | 全球     | 官方网络播放平台            | 全集在线观看             | 全集在线观看     |

## 剧情简介
经历过4段婚姻的Moon（陈慧恬 饰）依然是爱情主义的信奉者，在继续寻找真爱的旅程里，她开设了一家婚姻介绍所“终于找到你”，希望可以帮助单身男女们找到另一半，但前来参加联谊的人形形色色，不禁让人啼笑皆非。
婚姻介绍所的员工Diana（林绿 饰）经常为了公司生意不择手段却弄巧反拙，感情方面也往往被迫屈服于现实而无法得到自己向往的美好爱情…至于另一名员工嘟嘟（白雪沂 饰）则有着傻大姐的个性，喜欢上自恋且对爱情从没认真过的Boey（张熙恩 饰），但也因自己的外貌平凡而感到自卑，不敢向对方表白…
大厦新聘请的保安周董（蔡子 饰）曾被妻子背叛离婚收场，感情受创加上自以为是的个性，让他因此和Moon杠上成了斗气冤家。性格害羞的大厦清洁工人金城五（谢承伟 饰）因童年阴影而导致无法直视女生超过十秒，最后他是否能突破障碍收获爱情？

## 演员阵容

### 主要演员
| 演员   | 角色   | 介绍 |
| 陈慧恬 | 陈月娘 | Moon 『终于找到你』婚姻介绍所老板 经历过四次失败的婚姻的爱情主义信奉者 戴安娜、嘟嘟之老板 陈丽娇之妹妹 Boey之小姨 晓峰之遗孀 林书文之前妻 金城五之朋友并被其暗恋后其为女友 周董之欢喜冤家 Elizabeth之大学同学兼情敌 于第1集在不知情的情况下与Sam进行相亲 于第2集被Sam挟持，后被金城五救下 |
| 林绿   | 戴安娜 | Diana 娜姐 『终于找到你』婚姻介绍所员工 张淑梅之女儿 陈月娘之员工 嘟嘟之同事 周董之欢喜冤家后其为女友 严进凯之相亲对象 性格唠叨 于第1集哄骗陈月娘与Sam进行相亲 |
| 林绿   | Vivian | 严进凯之亡妻 严乐乐之母亲 与戴安娜长相极其相似 已逝世 |
| 白雪沂 | 嘟嘟   | 『终于找到你』婚姻介绍所员工 陈月娘之员工 戴安娜之同事 暗恋Boey后其为女友 |
| 蔡子   | 周董   | 陈月娘之敌人 戴安娜之欢喜冤家后其为男友 嘴硬心软，见义勇为的保安人员 |
| 谢承伟 | 金城五 | 商场清洁工 性格木衲，与异性对视超过10秒就会害羞 陈月娘之朋友并暗恋其后其为男友 童年时期由林征鋐饰演 |
| 张熙恩 | Boey   | 宝宝 陈丽娇之儿子 陈月娘之外甥 嘟嘟之暗恋对象后其为男友 Elizabeth之相亲对象 |

### 『终于找到你』婚姻介绍所会员（按照出场次序与集数）
| 演员   | 角色      | 介绍 |
| 梁以进 | Ben       | 『终于找到你』婚姻介绍所顾客 Emily之丈夫 瑶瑶之表哥 （第1-2集）                                                                                          |
| 何满莹 | Emily     | 『终于找到你』婚姻介绍所顾客 Ben之妻子 （第1-2集） |
| 李奕翰 | Sam       | 『终于找到你』婚姻介绍所顾客 本名王子鸿 Joe之表弟 喵喵之相亲对象 患有双向情感障碍症 陈月娘之追求者 于第2集企图袭击陈月娘，后被金城五阻止 （第1-2, 13集） |
| 蔡丽敏 | 喵喵      | 『终于找到你』婚姻介绍所顾客 富家千金 Sam之相亲对象 （第1集）                                                                                            |
| 艾立森 | Jessica   | 『终于找到你』婚姻介绍所顾客 于第2集因Sam事件而无理要求陈月娘退款 （第2集）                                                                              |
| 小玉   | Elizabeth | Eliz 『终于找到你』婚姻介绍所顾客 律师 本名刘小芬 陈月娘之大学同学兼前情敌 职业女强人性格 Boey之相亲对象 （第3-4集）                                     |
| 卓仁忠 | 严进凯    | 『终于找到你』婚姻介绍所顾客 Vivian之丈夫 严乐乐之父亲 戴安娜之相亲对象 十大杰出青年 （第5-6集）                                                         |
| 叶丰辉 | 林书文    | 『终于找到你』婚姻介绍所顾客 陈月娘之第二任前夫 因认定陈月娘命中克夫而与其离婚 （第7集）                                                                 |

### 其他演员
| 演员   | 角色   | 介绍                                                                                     |
| 郑翠翠 | 陈丽娇 | 陈月娘之姐姐 Boey之母亲                                                                  |
| 萧丽玲 | 林丽丽 | 周董之前妻                                                                               |
| 李伟燊 | 郑润财 | 林丽丽之男友                                                                             |
| 安映霏 | 李萱萱 | 大师姐之女儿 王志铭之女友 金城五之相亲对象                                               |
| 雷振耀 | 晓峰   | 晓峰学长 陈月娘之大学学长兼第一任丈夫 Elizabeth之暗恋对象 于婚后1个月发生意外逝世 已逝世 |
| 钟丽珍 | 张淑梅 | 戴安娜之母亲                                                                             |
| 吴胤婷 | Lily   | 戴安娜之好友                                                                             |
| 刘文捷 | 陈绍彬 | 陈月娘之第四任丈夫兼前夫，并不断对付陈月娘身边的追求者                                   |
| 徐玉萍 | 大师姐 | 李萱萱之母亲                                                                             |
| 陈全能 | 王志铭 | 李萱萱之男友                                                                             |
| 钟丽珍 | 张淑梅 | 戴安娜之母亲                                                                             |
| 张家霓 | 严乐乐 | 严进凯、Vivian之女儿                                                                     |
| 林有超 | 餐车男 | Elizabeth之男友 于第4集救下险些被车撞倒的Elizabeth，后成为其男友                         |
| 朱职伟 | Joe    | Sam之表哥 于第2集替『终于找到你』婚姻介绍所澄清谣言                                      |
| 沈美美 | 姑妈   | 罗瑶瑶之母亲 Ben之姑妈 周董之表姨妈                                                      |
| 颜婉妮 | 罗瑶瑶 | 姑妈之女儿 周董、Ben之表妹                                                               |
| 黄淑英 | 李婉君 | 孕妇 陈家明之妻子 Elizabeth之离婚客户                                                    |
| 李俊庆 | 陈家明 | 李婉君之丈夫 Elizabeth之离婚客户                                                         |

## 电视剧原声带
| 《终于找到你》电视剧原声带 | 《终于找到你》电视剧原声带            | 《终于找到你》电视剧原声带 | 《终于找到你》电视剧原声带 | 《终于找到你》电视剧原声带 | 《终于找到你》电视剧原声带 |
| 曲序                       | 曲目                                  |                            | 作曲                       | 编曲                       | 演唱者                     |
| -------------------------- | ------------------------------------- | -------------------------- | -------------------------- | -------------------------- | -------------------------- |
| 1.                         | 《对的时间 Perfect Timing》（片头曲） | 徐春雨                     | 宇珩                       | 杨嘉成                     | 陈慧恬 、 谢承伟           |
| 2.                         | 《会好过》（插曲）                    | 安映霏、座头鲸             | 安映霏                     | 阿博                       | 安映霏                     |
| 3.                         | 《一点一点》（插曲）                  | 安映霏、座头鲸             | 安映霏                     | 阿博                       | 安映霏                     |

## 制作
- 剧组获得来自马来西亚国家电影促进局（FINAS）推出的创业领域经济计划（PELAKSANA）的资助[1]。
- 此剧的拍摄周期暂定为一个月半，并在8月于八度空间的原创强档新时段《本地最霸》中播出[1]。

## 轶事
- 此剧为谢承伟和陈慧恬继《最佳难主角》、《春天花啦啦》、《春天花啦啦 ！一屋满堂》、《爱屋吉屋》、《春天花啦花啦啦！》、《春天花花花啦啦！》及《特派幸福》后再度合作。
- 此剧为谢承伟、陈慧恬和张熙恩续《爱屋吉屋》后再度合作。
- 此剧为谢承伟、陈慧恬、林绿和小玉继《春天花啦啦》及《特派幸福》后再度合作。
- 此剧为谢承伟、林绿和张熙恩续《我的非一般岳母》后再度合作。
- 此剧为白雪沂的首部作品。

## 电视节目的变迁
- 关于马来西亚华语电视剧列表，参见首要媒体剧集列表。

| 马来西亚 八度空间 本地最霸 星期三至五 22:00 - 23:00                     | 马来西亚 八度空间 本地最霸 星期三至五 22:00 - 23:00                 | 马来西亚 八度空间 本地最霸 星期三至五 22:00 - 23:00 |
| ----------------------------------------------------------------------- | ------------------------------------------------------------------- | --------------------------------------------------- |
|                                                                         | 终于找到你 (2021年8月18日—2021年9月15日)                            |                                                     |
| 这就是生活 （2021年3月25日—2021年8月12日） （星期三至四 22:00 - 23:00） | 流金岁月 (2021年9月16日—2022年1月26日) （星期三至四 22:00 - 23:00） |                                                     |